# Plasmobates schubarti
Plasmobates schubarti är en kvalsterart som beskrevs av Pérez-Íñigo och Baggio 1998. Plasmobates schubarti ingår i släktet Plasmobates och familjen Plasmobatidae. Inga underarter finns listade i Catalogue of Life.